# تاماغوشي (شنتو)

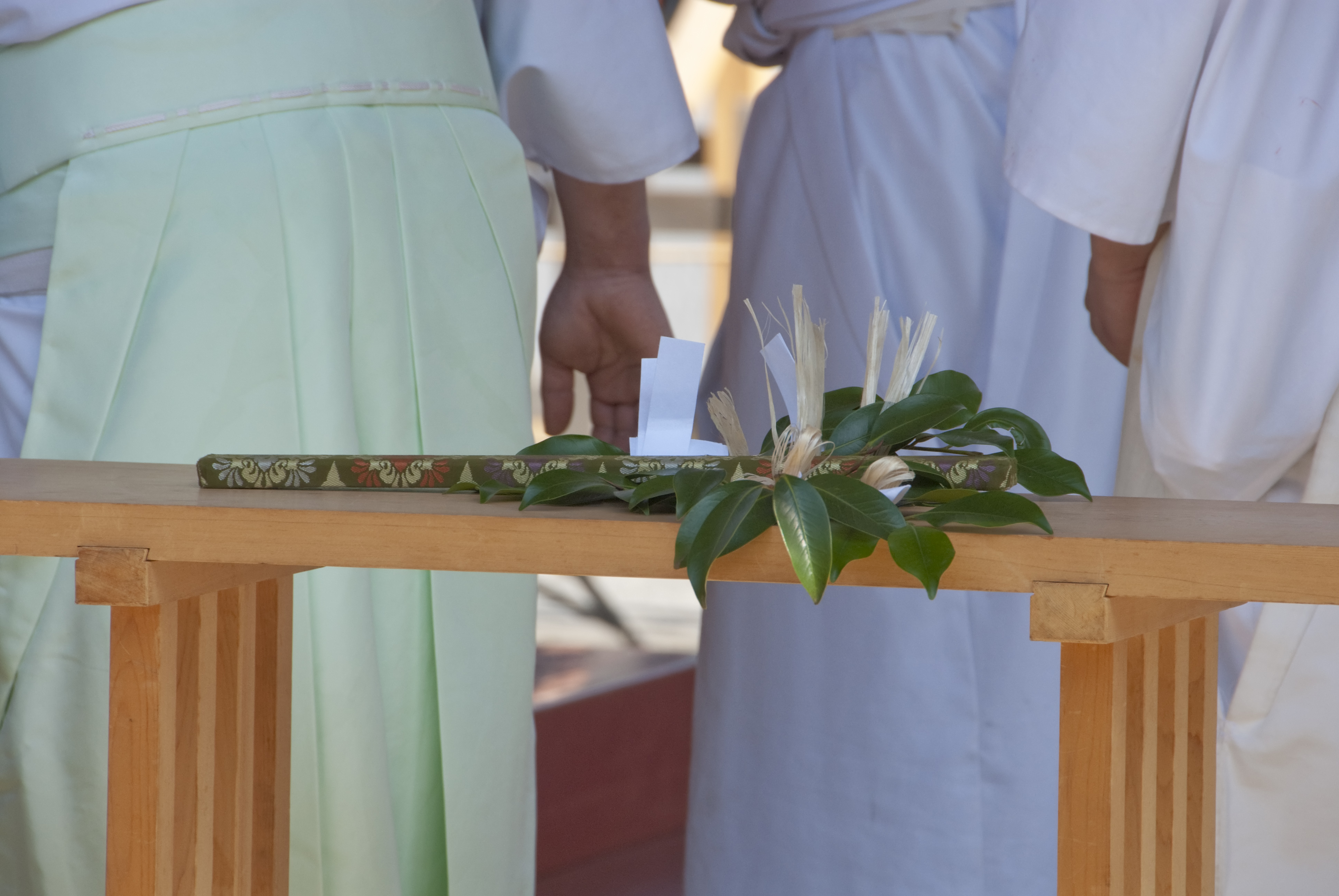
تاماغوشي على طاولة خلال حفل.

التاماغوشي (玉串، حرفيا "عصا الجوهرة") هي شكل من أشكال قرابين الشنتو مصنوعة من فرع شجرة الساكاكي ومزينة بالشيديه أوبشرائط من ورق الواشي، أو الحرير أو القطن. في حفلات الزفاف اليابانية، والجنازات والمِيامايري وغيرها من الاحتفالات في أضرحة الشنتو. يتم تقديم التاماغوشي في طقوس إلى الكامي (الأرواح أو الآلهة) من قِبل أبرشيات الرهبان أو كهنة الكانوشي [الإنجليزية].

## روابط خارجية
- تاماغوشي، الشروط الأساسية للشنتو
- (in Japanese) 【早分かり葬儀参列】神式の場合 ، كيفية تقديم tamagushi في جنازة شنتو
- (in Japanese) 神道 オ プ シ ョ ン ، شينتو تنفذ الاحتفالية وتاماغوشي